# Jeff Adrien
Jeff Adrien (ur. 10 lutego 1986 w Brookline) – amerykański koszykarz, haitańskiego pochodzenia, występujący na pozycji silnego skrzydłowego, obecnie zawodnik Al Ittihad Jeddah.

## College
Adrien grał jako silny skrzydłowy dla Connecticut Huskies. W sezonie 2007-2008 został wybrany do pierwszego składu konferencji Big East, będąc najlepszym strzelcem drużyny (14,8 punktu na mecz) i najlepszym zbierającym (9,7 zbiórek). W kolejnym sezonie grał jako kapitan, zdobywając 13,7 punktu i 10 zbiórek na mecz. W 2009, razem ze swoją drużyną trafił do Final Four rozgrywek NCAA. Tam przegrali w spotkaniu z Michigan State University. Po tym sezonie zrezygnował z gry w lidze akademickiej.

## Kariera zawodowa
Adrien nie został wybrany w drafcie 2009 roku i zdecydował się na grę w lidze hiszpańskiej w barwach Leche Rio Breogan. Zagrał w ich barwach 38 meczów, średnio po 28,7 minut. Zdobywał w tym czasie 12,3 punktu i notował 7,7 zbiórek na mecz.
W 2010 roku grał w barwach Orlando Magic w lidze letniej. Swoją grą zwrócił uwagę władz Golden State Warriors, które zaproponowały mu kontrakt na czas obozu przygotowawczego. W jednym z meczów przeciwko Sacramento Kings zanotował 11 punktów i 15 zbiórek w 22 minuty. Tak dobra postawa zapewniła mu angaż w Warriors na sezon zasadniczy, ale 10 grudnia 2010 został zwolniony ze składu, żeby zrobić miejsce dla Acie Lawa. Zdążył w barwach Warriors rozegrać 23 mecze, w których zdobywał 2,5 punktu i notował 2,5 zbiórki na mecz.
Tydzień później podpisał kontrakt z drużyną Erie Bayhawks w lidze NBDL. Zagrał tam tylko 5 meczów (11,2 punktu, 8 zbiórek, 1,5 asysty, 1,4 bloku na mecz), po czym został wymieniony do Rio Grande Valley Vipers w zamian za Garretta Temple. W barwach Vipers zagrał 22 mecze, zdobywając w nich średnio 19,9 punktu i notując przy tym 12,2 zbiórki i 1,5 bloku na mecz. Po sezonie został wybrany do drugiej piątki najlepszych graczy ligi. 24 lutego 2011 Golden State Warriors podpisali z nim 10-dniowy kontrakt, który następnie przedłużyli do końca rozgrywek, dzięki czemu wrócił do NBA.
Kolejne rozgrywki Adrien spędził w lidze włoskiej, gdzie grał w barwach Benettonu Treviso. Zdążył zagrać 9 meczów, zdobywając średnio 13,3 punktu i 9 zbiórek. Dzięki posiadaniu klauzuli w kontrakcie pozwalającej na powrót do NBA w razie zakończenia lokautu, W grudniu 2011 podpisał kontrakt z Houston Rockets.
8 lutego 2012 Rockets rozwiązali z nim kontrakt. Sezon zakończył w lidze rosyjskiej w barwach Chimek Moskwa. Zagrał tam 11 meczów ligowych i 4 w ramach rozgrywek ligi VTB.
W październiku 2012 wrócił do ligi NBDL do Rio Grande Valley Vipers. Dzięki bardzo dobrej grze (17,6 punktu, 11,2 zbiórki i 1,8 bloku) dostał szansę gry w barwach Charlotte Bobcats, z którymi podpisał pierwszy 10-dniowy kontrakt 9 grudnia 2012. 9 stycznia 2013 Charlotte Bobcats zagwarantowali jego kontrakt do końca rozgrywek. 28 stycznia 2013 po raz pierwszy wyszedł w pierwszej piątce w spotkaniu przeciwko Chicago Bulls i pobił rekordy kariery w punktach - 14 i w zbiórkach - 10. Jednocześnie pierwszy raz w karierze zanotował double-double.
20 lutego 2014, wraz z Ramonem Sessionsem trafił do Milwaukee Bucks, w zamian za Gary’ego Neala i Luke’a Ridnoura. W barwach drużyny z Milwaukee notował najlepsze średnie w swojej karierze. W 28 rozegranych meczach zdobywał 10,9 punktu i zbierał 7,8 piłki z tablicy.
19 lipca 2014 podpisał roczny kontrakt z Houston Rockets. 29 listopada 2014 związał się umową z klubem Minnesota Timberwolves, został zwolniony 7 stycznia 2015 roku.
28 sierpnia 2019 dołączył do izraelskiego Ironi Naharijja.
23 lutego 2020 został zawodnikiem saudyjskiego Al Ittihad Jeddah.

## Osiągnięcia
Stan na 24 lutego 2020, na podstawie, o ile nie zaznaczono inaczej.
NCAA
- Uczestnik rozgrywek:
  - NCAA Final Four (2009)
  - Elite 8 turnieju NCAA (2006, 2009)
  - turnieju NCAA (2006, 2008, 2009)
- Mistrz sezonu regularnego konferencji Big East (2006)
- Zaliczony do:
  - I składu:
    - Big East (2008)
    - najlepszych pierwszorocznych zawodników Big East (2006)

  - II składu Big East (2007)
  - III składu Big East (2009)

Indywidualne
- Laureat nagrody NBA Development League Impact Player of the Year Award (2011)
- Zaliczony do II składu D-League (2011)
- Uczestnik meczu gwiazd:
  - D-League (2011)
  - ligi izraelskiej (2017–2019)
- MVP:
  - miesiąca:
    - D-League (styczeń 2011)
    - ligi izraelskiej (marzec 2018)

  - I rundy FIBA Europe Cup (2017/2018)
  - tygodnia D-League (10.01.2011)
- Lider w zbiórkach:
  - D-League (2011)
  - FIBA Europe Cup (2018)

## Statystyki w NBA
Na podstawie Jeff Adrien Statistics. Basketball-Reference.com. [dostęp 2019-11-19]. (ang.).

### Sezon regularny
| Sezon   | Drużyna      | M   | S5 | MPG  | FG%   | 3P%  | FT%   | RPG | APG | SPG | BPG | PPG  |
| ------- | ------------ | --- | -- | ---- | ----- | ---- | ----- | --- | --- | --- | --- | ---- |
| 2010/11 | Golden State | 23  | 0  | 8,5  | 42,6% | –    | 57,9% | 2,5 | 0,4 | 0,2 | 0,2 | 2,5  |
| 2011/12 | Houston      | 8   | 0  | 7,9  | 43,8% | –    | 58,3% | 2,8 | 0,1 | 0,0 | 0,3 | 2,6  |
| 2012/13 | Charlotte    | 52  | 5  | 13,7 | 42,9% | 0,0% | 65,0% | 3,8 | 0,7 | 0,3 | 0,5 | 4,0  |
| 2013/14 | Charlotte    | 25  | 0  | 10,2 | 55,0% | –    | 52,0% | 3,5 | 0,3 | 0,3 | 0,6 | 2,3  |
| 2013/14 | Milwaukee    | 28  | 12 | 25,2 | 51,5% | –    | 67,0% | 7,8 | 1,1 | 0,6 | 0,8 | 10,9 |
| 2014/15 | Minnesota    | 17  | 0  | 12,6 | 43,2% | –    | 57,9% | 4,5 | 0,9 | 0,2 | 0,5 | 3,5  |
| Razem   |              | 153 | 17 | 14,0 | 47,4% | 0,0% | 62,8% | 4,3 | 0,7 | 0,3 | 0,5 | 4,6  |